# Ulrich Friedrich Mack
Ulrich Mack (* 1950) ist ein deutscher evangelischer Theologe, Pfarrer, Krankenhausseelsorger und Autor.

## Leben
Ulrich Friedrich Mack absolvierte von 1972 bis 1975 ein Chemiestudium. Danach war er als Unterrichtsassistent an der Fachhochschule Aalen sowie in der Industrie tätig. Von 1983 bis 1990 folgte ein Theologiestudium, bevor er 2002 an der Evangelisch-Theologischen Fakultät der Universität Bonn mit seiner Dissertation Die Bedeutung der Scham in der Seelsorge: Scham – die Nachtseite der Liebe promovierte. Er war bis zu seinem Ruhestand 2015 Krankenhausseelsorger, bis 2009 an der Tübinger Universitäts-Kinderklinik, dann am Zentrum für Psychiatrie Bad Schussenried.

## Veröffentlichungen
- Die Bedeutung der Scham in der Seelsorge: Scham – die Nachtseite der Liebe (Dissertation, Universität Bonn), 2002.
- Mein Kind hat Krebs: Seelsorge an den Grenzen des Lebens. Vandenhoeck & Ruprecht, Göttingen 2007, ISBN 978-3-525-61597-3.
- Handbuch Kinderseelsorge. Vandenhoeck & Ruprecht, Göttingen 2010, ISBN 978-3-525-67001-9.
- Ehrenamtliche Hilfe für Familien mit schwerkranken Kindern. Vandenhoeck & Ruprecht, Göttingen 2011, ISBN 978-3-525-57018-0.